# Kokosz (kolonia)
Kokosz – kolonia w Polsce położona w województwie lubelskim, w powiecie lubartowskim, w gminie Kamionka.
Do 2020 roku Kokosz była częścią wsi Kamionka, a w latach 2021–2022, częścią kolonii Kierzkówka-Kolonia.